# Verbascum vajdae
Verbascum vajdae är en flenörtsväxtart som beskrevs av Ádám Boros. Verbascum vajdae ingår i släktet kungsljus, och familjen flenörtsväxter. Inga underarter finns listade i Catalogue of Life.